# 2019 ve sportu
Toto je přehled sportovních událostí konaných v roce 2019.

## Sportovní hry
- Evropské hry 2019
- Evropský olympijský festival mládeže 2019

## Atletika
- Mistrovství České republiky v atletice 2019
- Halové mistrovství České republiky v atletice 2019

## Basketbal
- Euroliga v basketbalu žen 2018/2019

## Biatlon
- Mistrovství světa v biatlonu 2019
- Světový pohár v biatlonu 2018/2019

## Cyklistika
- Mistrovství světa v silniční cyklistice 2019

### Grand Tour
- Giro d'Italia 2019
- Tour de France 2019
- Vuelta a España 2019

## Florbal
- Mistrovství světa ve florbale žen 2019 –  Švédsko
- Mistrovství světa ve florbale mužů do 19 let 2019 –  Česko
- Pohár mistrů 2019 – Muži:  Classic Tampere, Ženy:  IKSU
- Tipsport Superliga 2018/2019 – 1. SC TEMPISH Vítkovice
- Extraliga žen ve florbale 2018/2019 – 1. SC TEMPISH Vítkovice

## Fotbal

### Svět
- Mistrovství Evropy ve fotbale hráčů do 21 let 2019

### Evropské poháry
- Liga mistrů UEFA 2018/2019
- Evropská liga UEFA 2018/2019
- Mistrovství Evropy ve fotbale hráčů do 21 let 2019

### Národní ligy

#### Česko
- Fortuna:Liga 2018/2019
- Fortuna:Národní liga 2018/2019
- Česká fotbalová liga 2018/2019
- MOL Cup 2018/2019
- Divize A 2018/2019
- Divize B 2018/2019
- Divize C 2018/2019

#### Španělsko
- Primera División 2018/2019

## Lední hokej

### Svět
- Mistrovství světa v ledním hokeji 2019
- Mistrovství světa v ledním hokeji žen 2019 (elitní skupina)
- Mistrovství světa juniorů v ledním hokeji 2019

### Evropa
- Hokejová Liga mistrů 2018/2019
- Hokejová Liga mistrů 2019/2020

### Národní ligy

#### Česko
- Česká hokejová extraliga 2018/2019
- 1. česká hokejová liga 2018/2019
- 2. česká hokejová liga 2018/2019

## Ledolezení
- Mistrovství světa v ledolezení 2019
- Světový pohár v ledolezení 2019
- Evropský pohár v ledolezení 2018/2019
- Mistrovství světa juniorů v ledolezení 2019

## Motoristický sport
- Formule 1 v roce 2019
- Formule E 2018/2019

## Orientační běh
- Mistrovství světa v orientačním běhu 2019

## Rugby
MS 2019 finále Jihoafrická republika - Anglie 32:12  3.místo Nový Zéland - Wales 40:17

## Softball
- Mistrovství světa v softbale mužů 2019 v Praze a Havlíčkově Brodu

## Sportovní lezení
- Světový pohár ve sportovním lezení 2019
- Mistrovství Evropy ve sportovním lezení 2019

## Tenis

### Grand Slam
- Australian Open 2019
- French Open 2019
- Wimbledon 2019
- US Open 2019

### Týmové soutěže
- Davis Cup 2019
- Fed Cup 2019
- Hopman Cup 2019

### Profesionální okruhy
- ATP Tour 2019
- WTA Tour 2019
- WTA 125K 2019